# Gare de Saint-Martin-de-Crau
Pour les articles homonymes, voir Gare de Saint-Martin.
La gare de Saint-Martin-de-Crau est une gare ferroviaire française de la ligne de Paris-Lyon à Marseille-Saint-Charles, située sur le territoire de la commune de Saint-Martin-de-Crau, dans le département des Bouches-du-Rhône, en région Provence-Alpes-Côte d'Azur.
C'est une halte voyageurs de la Société nationale des chemins de fer français (SNCF) majoritairement desservie par des trains express régionaux TER Provence-Alpes-Côte d'Azur circulant entre Avignon-Centre et Marseille-Saint-Charles et TER Occitanie circulant entre Narbonne et Marseille-Saint-Charles.

## Situation ferroviaire
Établie à 23 mètres d'altitude, la gare de Saint-Martin-de-Crau est située au point kilométrique (PK) 792,473 de la ligne de Paris-Lyon à Marseille-Saint-Charles, entre les gares ouvertes d'Arles et de Miramas.

## Histoire
Le tronçon d'Avignon à Marseille est concédé le 24 juillet 1843 à Paulin Talabot, Joseph Ricard, Chaponnière et Étienne Émilien Rey de Foresta, suivant les clauses du cahier des charges du 31 mars 1843, modifié le 12 juin. La Compagnie du chemin de fer de Marseille à Avignon ouvre la ligne par tronçons successifs et la gare de Saint-Martin-de-Crau est mise en service avec le tronçon de Rognonas à Saint-Chamas le 18 octobre 1847. Comme la ligne, la gare est ensuite exploitée par la Compagnie des chemins de fer de Paris à Lyon et à la Méditerranée (PLM).
Elle est fermée au trafic des voyageurs en 1937,.
En 2004, a lieu la réouverture de la gare. Un an plus tard, en septembre 2005, la Communauté d'agglomération Arles Crau Camargue Montagnette (ACCM) met en service une navette gratuite, notamment pour faire le lien avec le centre-ville situé à trois kilomètres.

## Fréquentation
De 2015 à 2021, selon les estimations de la SNCF, la fréquentation annuelle de la gare s'élève aux nombres indiqués dans le tableau ci-dessous.
| Année     | 2015   | 2016   | 2017   | 2018   | 2019   | 2020   | 2021   | 2022    | 2023    |
| --------- | ------ | ------ | ------ | ------ | ------ | ------ | ------ | ------- | ------- |
| Voyageurs | 89 200 | 90 739 | 92 036 | 83 479 | 90 873 | 61 043 | 85 119 | 103 233 | 117 531 |

## Service des voyageurs

### Accueil
Halte SNCF, c'est un point d'arrêt non géré (PANG) à entrée libre. Elle est équipée d'automates pour l'achat de titres de transport (pour TER uniquement). Une passerelle permet le passage d'un quai à l'autre. La halte est aménagée pour les personnes à mobilité réduite avec notamment des ascenseurs pour l'accès aux quais à partir de la passerelle.

### Desserte
Saint-Martin-de-Crau est desservie par les trains TER Provence-Alpes-Côte d'Azur qui effectuent des missions entre Avignon-Centre et Marseille-Saint-Charles et par les trains TER Occitanie qui effectuent des missions entre Narbonne (ou depuis Cerbère ou encore depuis Perpignan) et Marseille-Saint-Charles.
La gare est également desservie moins fréquemment (une fois par jour en moyenne) par les TER Auvergne-Rhône-Alpes qui effectuent la liaison Valence - Marseille-Saint-Charles et les TER Provence-Alpes-Côte d'Azur effectuant les liaisons Avignon-Centre - Toulon (sans arrêt à Marseille-Saint-Charles) et Avignon-Centre - Marseille-Saint-Charles par la ligne de la Côte Bleue.

### Intermodalité
Le parking des véhicules est possible à proximité de l'entrée de la halte. Une navette gratuite permet notamment de faire le lien entre la gare et le centre ville, situé à 3 km, en correspondance avec les départs et arrivées des trains, en semaine uniquement.

## Service des marchandises
Cette gare est ouverte au service du fret (train massif seulement).